# ليوبولد فون زاخر مازوخ
ليوبولد ريتر فون زاخر مازوخ Leopold Ritter von Sacher-Masoch (ولد في 27 يناير 1836 في ليمبرج - ومات في 9 مارس 1895 في ليندهايم قرب فرانكفورت على الماين) هو أديب نمساوي عاش في مدن عديدة منها جراتس وبراغ وزالتسبورغ وفيينا. كتب أيضا تحت أسماء مستعارة هي شارلوته أراند وتسوي فون رودنباخ.

## حياته
تنحدر عائلته التي كانت تعيش في ليمبرج من أصول سلافية وإسبانية وبوهيمية. وكان أبوه مدير الشرطة في ليمبرج. درس علوم القانون والرياضيات والتاريخ في جراتس، حيث كان على صلة بكل من إميريش فون شتاديون وإيميله ماريو فاكانو، ثم شغل منصب أستاذ للتاريخ في جامعة ليمبرج. وفيما بعد تخلى عن الوظيفة الأكاديمية ليتفرغ لكتابة الروايات والأقاصيص. وكان كاتبا ناجحا في عصره.
وكانت رواياته العديدة وكذلك أقاصيصه ذات الطابع الفولكلوري والتي تأثر فيها بالكاتب الروسي إيفان تورجينيف، أحيانا غريبة ولكنها دائما جذابة وشيقة وذات طابع وعظي أخلاقي. وكان من أوائل الذين قدموا صورة واقعية لليهود في جراتس، وظل حتى نهاية حياته من المكافحين سياسيا ضد معاداة السامية في ألمانيا الفيلهلمينية.
وكان من بين المعجبين به فيكتور هوجو وإميل زولا وهنريك إبسن. وكان الملك لودفيج الثاني ملك بافاريا يشعر بسبب رواياته بانجذاب روحي تجاهه. اشتهر بصياغة الخيال والفن والرغبة في إثارة الألم في شكل جمالي (فينوس في الفرو 1870، وهي ضمن مجموعة وصية كاين، ويصف فيها زاخر مازوخ أشكال نموذجية للحب).
تزوج في عام 1873 أورورا روميلين Aurora Rümelin والتي كانت تنشر أعمالا قصصية تحت اسم فاندا فون دانوييف، كما نشرت سيرتها الذاتية تحت اسم فاندا فون زاخر مازوخ. وفي أوج مجده في باريس احتفلت به صحيفة لوفيجارو و Revue des Deux Mondes، ومنح وساما.
التأثير
في عام 1886 نشر طبيب النفس والأعصاب رسشارد فون كرافت إيبنج كتابه الطب النفسي الجنسي Psychopathia sexualis، والذي جمع فيه عدة أنمطة للسلوك تحت مصطلح المازوكية Masochismus. وقد اعترض زاخر مازوخ ومناصريه ضد هذه التسمية دون جدوى، فقد ظلت التسمية باقية حتى اليوم. غير أنه حديثا حل محلها اسم BDSM في مجالات كثيرة بفضل أعمال Gilles Deleuze.
أما الرجل الذي اشتقت المازوكية من اسمه فقد تلوث هذا الاسم بالسمعة السيئة وذهب أدراج النسيان. لكن أعيد إليه الاعتبار حديثا خلال حدث ثقافي وهو «جراتس عاصمة ثقافية لعام 2003» فتم تكريمه خلاله.
وفي مجال تاريخ الفن فإن مارتن أ. هاينتس يحدد مع زاخر مازوخ نظرية الجنس قائلا: «الحب هو لعبة...هو فقدان للهوية؛ فإذا لم يصبح لعبة فإنه يموت. وتكمن حياة الحب في أنه لا يمكن أن يتوقف على الرغبات والطاقات والخطط المشتركة، والتي تنضاف إليه.» (هاينتس من كتاب Cave Carnem)

## من أعماله
- الثورة في جنت تحت حكم القيصر كارل الرابع 1857

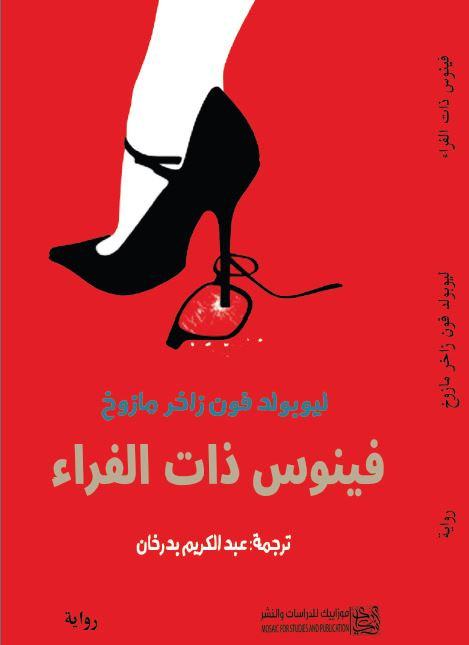
الترجمة العربية لرواية "فينوس ذات الفراء"

- قصة من جاليتسيا Galizien 1858
- وصية كاين 1870-1877
- قصص يهودية جديدة 1881
- صائدة الأرواح 1886
- شباب أبدي 1886
- قصص يهودية بولندية 1886الترجمة العربية لرواية "فينوس ذات الفراء"* فينوس ذات الفراء 1871.
- الأفعى في الفردوس 1890
- ساحر المسارح 1893
- نساء رهيبات 1907

### رواية "فينوس ذات الفراء" (Venus in Furs)
صدرت الترجمة العربية لرواية فينوس ذات الفراء للكاتب ليوبولد فون زاخر مازوخ عن دار موزاييك عام 2022، بترجمة الكاتب والمترجم السوري عبد الكريم بدرخان. وقد ألحق المترجم بالرواية دراسة أدبية ونفسية بعنوان "العذوبة والعذاب: دراسة في المازوخية وأدب ومازوخ". وتعتبر هذه الرواية أهم أعمال الكاتب.

## روابط خارجية
- ليوبولد فون زاخر مازوخ على موقع IMDb (الإنجليزية)
- ليوبولد فون زاخر مازوخ على موقع الموسوعة البريطانية (الإنجليزية)
- ليوبولد فون زاخر مازوخ على موقع ميوزك برينز (الإنجليزية)
- ليوبولد فون زاخر مازوخ على موقع أول موفي (الإنجليزية)
- ليوبولد فون زاخر مازوخ على موقع إن إن دي بي (الإنجليزية)
- ليوبولد فون زاخر مازوخ على موقع ديسكوغز (الإنجليزية)
- ليوبولد فون زاخر مازوخ على موقع قاعدة بيانات الفيلم (الإنجليزية)
- ليوبولد فون زاخر مازوخ على موقع كينوبويسك (الروسية)